# Doubrava (Valdíkov)
Doubrava (dříve též Mrnín, německy Dobrowa, latinsky Daubravia) je osada v okrese Třebíč v kraji Vysočina. Jde o místní část obce Valdíkov. Doubrava se nachází asi 12,8 km severovýchodně od centra Třebíče a asi 9,6 km od okraje jejího zastavěného území. 

## Historie
První písemné zmínky o Doubravě pocházejí z poloviny 14. století a mají vztah k obci Tasov a jejím tehdejším majitelům. Tato obec je od Doubravy vzdálena přibližně 10 km severovýchodně a nachází se již v okrese Žďár nad Sázavou. Ve středověku údajně stávala na místě dnešní osady samostatná vesnice, která zanikla.

## Geografie
Osada se nachází u rybníka Mrňák, pojmenovaný podle rodiny Mrňů, která zde žila od 18. století. Rybníkem protéká malý bezejmenný potok, přítok Mlýnského potoka, který se vlévá do řeky Jihlavy. Jihozápadně se nachází Doubravský les (německy Dobrowa Wald) a rybník Doubrava.
Sousedními obcemi Doubravy jsou Budišov, Kojatín, Nárameč a Valdíkov. Od Valdíkova se nachází asi 1,8 km severovýchodně, od Náramče asi 1,9 km jihovýchodně, od Budišova 2,2 km jihozápadně a od Kojatína 2,3 km severozápadně. Nedaleko se rovněž nachází osada Spálený Dvůr, asi jeden kilometr na jihovýchod.
V osadě je registrováno devět čísel popisných, nachází se zde čtyři obydlené domy, zbývající tři budovy jsou rekreační objekty.